# 宮崎市立生目小学校
宮崎市立生目小学校（みやざきしりついきめしょうがっこう）は、宮崎県宮崎市大字浮田にある公立小学校。

## 概要
- 児童数 - 417名（2011年度）
- 学校の木 - 吉野桜

## 沿革
- 1886年 - 浮田小学校、生目小学校、富吉小学校、跡江小学校、細江小学校の5校がそれぞれ設立される。
- 1899年3月17日 - 5校を廃止。生目村立生目小学校に改称。
- 1903年4月1日 - 高等科を設置。
- 1963年4月1日 - 宮崎市との合併により、宮崎市立生目小学校に改称。
- 1985年 - 児童数の増加に伴い、小松台小学校が分離。

## 通学区域
生目小学校の通学区域には以下の区域が指定されている。
- 大字跡江の一部
- 大字有田
- 大字生目
- 大字浮田
- 大字柏原
- 大字小松の一部
- 大字富吉
- 大字長嶺
- 大字細江

## アクセス
- バス：宮崎交通「上浮田」バス停下車、徒歩3分